# Peter James Ganci Junior
Peter James Ganci, Jr. (27 de octubre de 1946 - Nueva York, 11 de septiembre de 2001) fue un bombero del Departamento de Bomberos de la Ciudad de Nueva York que murió durante los atentados del 11 de septiembre de 2001. En el momento de los ataques, ocupaba el puesto de jefe de bomberos del departamento de Nueva York, el cargo de mayor rango en el departamento de bomberos.

## Carrera
Antes de incorporarse al Departamento de Bomberos, Ganci sirvió en la 82.ª División Aerotransportada en la Guerra de Vietnam.
Ganci se unió al Departamento de Bomberos de la Ciudad de Nueva York en la década de 1960, comenzando en la compañía de máquinas 92 en El Bronx y posteriormente en la Compañía de Escaleras 111.
Durante este tiempo, el Departamento de Bomberos vivió una época de crisis, cuando los bomberos combatían incendios provocados casi continuamente en los barrios pobres de la ciudad. Ganci fue ascendido a teniente en 1977, a capitán en 1983, a jefe de batallón en 1987 y a segundo jefe en 1993, cuando estaba trabajando en Bedford-Stuyvesant, Brooklyn. En 1984, Ganci se convirtió en jefe de la oficina de investigación de incendios, a consecuencia del nombramiento como comisionado de incendios a Howard Safir, que necesitaba un jefe uniformado para hacer frente a los conflictos entre los jefes de bomberos y los bomberos uniformados. En enero de 1997, Ganci reemplazó a su jefe, Donald Burns, como jefe de operaciones, el segundo cargo de mayor rango en el departamento de bomberos.

## Atentados del 11 de septiembre de 2001
En la mañana de los atentados, el mejor amigo de Ganci y asistente ejecutivo, Steve Mosiello, iba a conducir a Ganci al juzgado, donde había sido citado previamente para participar como miembro de un jurado. Inmediatamente después de que el Vuelo 11 de American Airlines se estrellara contra la torre norte del World Trade Center, Ganci y Mossiello llegaron allí en coche en menos de diez minutos, estableciendo un puesto de mando en una rampa que conduce a un garaje cerca de la torre norte, desde la cual presenciaron como el Vuelo 175 de United Airlines se estrellaba contra la torre sur. Ganci y otros bomberos se encontraban en el sótano de la torre sur cuando ésta se derrumbó, pero ellos mismos excavaron entre los escombros para acceder a la superficie. Ganci entonces ordenó establecer a sus hombres en un puesto de mando diferente, un lugar más seguro, más al norte de los edificios y ordenó a Mosello adquirir una copia de seguridad. Sin embargo, el propio Ganci regresó a los edificios, llegando a estar delante de la torre norte, donde se estaban dirigiendo los esfuerzos de rescate con una radio multicanal, cuando el edificio se derrumbó. Él y Rudolph Giuliani habían estado hablando unos minutos antes, cuando Giuliani regresó a su puesto de mando, siguiendo las instrucciones que le dio Ganci a Giuliani, los comisarios de bomberos empezaron a despejar la zona, ya que era evidente que la torre norte caería. Sin embargo, Ganci no evacuó la zona y se mantuvo en su posición con William M. Feehan, primer comisionado adjunto del departamento de bomberos, pereciendo después de que se derrumbara la torre norte.
Ganci fue sobrevivido por su esposa Kathy y sus hijos Peter Ganci III y Christopher Ganci.

## Legado y memoriales
La Base Aérea Manas en Kirguistán fue renombrada de manera no oficial como Base Aérea Ganci.
En el Día de los Caídos  de 2003, la oficina de correos de 380 Main Street en Farmingdale (Nueva York) adoptó su nombre en homenaje.
En 2003, el hijo de Ganci, Christopher Ganci, escribió una biografía sobre su padre.
En el National September 11 Memorial & Museum, el nombre de Ganci Jr. se encuentra memorializado en el panel S-17 de la piscina sur.